# Tartá
Vinícius Silva Soares, detto Tartá (Rio de Janeiro, 13 aprile 1989), è un calciatore brasiliano, centrocampista svincolato.

## Palmarès
- Campionato brasiliano: 1

Fluminense: 2010